# Associação Atlética Anapolina
A Associação Atlética Anapolina SAF,  ou simplesmente conhecida como Anapolina, é um clube de futebol brasileiro sediado em Anápolis, em Goiás. Fundado em 1 de janeiro de 1948, manda seus jogos no Estádio Jonas Duarte e suas cores são o vermelho e o branco. Atualmente disputa o Campeonato Goiano de Futebol.

## História
A Anapolina foi fundada no dia 1º de janeiro de 1948. Originou-se a partir do Anápolis Sport Club. É carinhosamente denominada Rubra ou Xata.
Rubra é a denominação originada pelo uniforme do time, nas cores vermelho e branco, em homenagem ao primeiro time de futebol de Anápolis, o Bahia Futebol Clube, que utilizava as mesmas cores. Existe também a versão de que a escolha foi uma homenagem prestada ao America-RJ.
Xata é uma denominação que vem desde a época do amadorismo, quando o clube montava equipes fracas, que sofriam frequentes derrotas, porém se reabilitava com vitórias surpreendentes contra adversários mais bem preparados. Na Copa do Mundo de 1966, a Seleção Brasileira fazia uma de suas piores campanhas de sua história, porém uma faixa no meio da torcida acabou chamando a atenção dos cronistas esportivos brasileiros: "A Rubra é Xata!", escrita de forma proposital com a letra "x".

### 1981 - Atualmente
Em 1981 o clube conquista o vice-campeonato do Brasileirão - Série B, perdendo na final para o Guarani. A Anapolina conquista o título goiano dentro de campo, mas perde para o Goiás no "tapetão". Na conquista do primeiro turno, a Anapolina consegue um feito inédito, ficando dez jogos invicta, com nove vitórias consecutivas e um empate.
Em 1982 participou brilhantemente do campeonato Brasileiro ficando em 11º lugar, sendo desclassificada nas oitavas de final pelo São Paulo. No primeiro jogo do play-off decisivo, a Anapolina venceu o São Paulo em Anápolis por 3 a 1.
Em 1983 a Anapolina conquista pela segunda vez o vice-campeonato goiano, perdendo novamente na final para o Goiás. Os anapolinos reclamam muito de Antonio Pereira da Silva, que estreou como árbitro nos jogos finais. Anos mais tarde, ele se tornaria um dos melhores árbitros do Brasil.
A Anapolina participou do Campeonato Brasileiro de 1984, realizando uma fraca campanha. Esta foi a última participação do clube no campeonato brasileiro da primeira divisão.[carece de fontes?]
No campeonato goiano de 1988, o clube inicia uma fase de ostracismo, e termina na penúltima colocação.[carece de fontes?]
Em 1989, a Anapolina consegue chegar até a terceira fase do Série B, sendo eliminada pelo Remo.[carece de fontes?]
Em 1999 novamente a Anapolina disputa a Série C, e participa no grupo do Fluminense. A Anapolina consegue uma brilhante campanha, incluindo uma vitória no Maracanã, derrotando os tricolores por 1 a 0. Infelizmente, uma irregularidade na documentação do jogador Tupã acaba eliminando a Anapolina do campeonato. 
No Campeonato Goiano, a Anapolina obtém uma belíssima campanha, ficando no final com a terceira colocação.
Em 2000 pelo Módulo Branco a Anapolina consegue uma brilhante classificação para a segunda fase, e é eliminada pelo Paraná Clube. No Campeonato Goiano, também consegue uma bela campanha, ficando novamente na terceira colocação. Porém, o time acaba beneficiado pela punição imposta ao Vila Nova, que se recusou a disputar a final contra o Goiás, e consegue pela terceira vez o vice-campeonato goiano, além de conquistar pela primeira vez uma vaga na Copa do Brasil.
Em 2001 a Anapolina termina em oitavo lugar na primeira fase da Série B, Grupo Norte-Nordeste, com um destaque: a equipe tem o segundo melhor ataque, com 45 gols. Pela primeira vez a Anapolina disputa a Copa do Brasil, e é eliminada no segundo jogo pelo Santos.
Em 2002 o Juventude elimina a Anapolina no primeiro jogo da Copa do Brasil, vencendo em Anápolis por 3 a 1. No Campeonato Goiano, a Anapolina conquista a 1ª Fase do Campeonato (que não teve a participação do Goiás e do Vila Nova), e fica com o troféu Clomar Vieira. Na classificação final, fica novamente com o terceiro lugar. Na Copa Centro-Oeste, a Anapolina é eliminada pelo CENE no torneio de qualificação. Na Segunda Divisão do Campeonato Brasileiro, o grande destaque da Anapolina é o atacante Espíndola, que termina como terceiro maior artilheiro do torneio, marcando 14 gols.
Em sua terceira participação na Copa do Brasil em 2003, a Anapolina é eliminada pelo Náutico no segundo jogo, em Recife. No Campeonato Goiano, a Anapolina faz uma boa campanha na primeira fase, e termina em terceiro lugar. Porém, no "play-off" da segunda fase é surpreendentemente eliminada pelo Real de Itumbiara, que derrota a Rubra dentro do Jonas Duarte, quando a Anapolina precisava apenas do empate para se classificar. No Campeonato Brasileiro da Série B, a Anapolina enfrenta o Palmeiras (1 a 2) e o Botafogo (0 a 4), que haviam sido rebaixados no ano anterior, e conseguem retornar à primeira divisão, respectivamente como campeão e vice.
Na Série B de 2005 o time realiza uma péssima campanha, sendo rebaixado para a Série C de 2006. Durante o torneio, o maior destaque foi a vitória sobre o Grêmio, em Anápolis, por 4 a 0.
Em 2006, depois de vários anos, finalmente a Anapolina consegue disputar a fase final do campeonato goiano, depois de realizar uma excelente campanha na primeira fase. Na semifinal, o clube é eliminada pelo Atlético, e fica na terceira colocação. Na Série C, o clube consegue atingir até a terceira fase do torneio, realizando uma campanha muito irregular, e fica de fora do octogonal final do torneio.
Em 2012 a Anapolina foi rebaixada para a Segunda Divisão do Campeonato Goiano. Em 2013 foi a campeã da Divisão de Acesso.
Em 2025, a Anapolina conquistou o acesso à primeira divisão goiana após vencer o Tupy de Jussara por 1 a 0 no Estádio Geraldo Rodrigues, em Jussara. O gol foi marcado por Felipe Pacajus. 

## Estrutura

### Estádio Jonas Duarte
A Xata manda seus jogos no Estádio Jonas Duarte. O clube também o utiliza o estádio para realização de coletivos a pronto.
O CT foi inaugurado em 2016, pelo ex-presidente, Leandro Ribeiro. É utilizado pela equipe profissional e pelas categorias de base para treinamentos e jogos-treino.

### Treinamento no geral
Além do valorizado CT do Bairro de Lourdes, do Estádio Zeca Puglise e do Estádio Jonas Duarte (o Caldeirão Colorado), a rubra também utiliza alguns outros campos para treinamento: o Campo do Mago situado na Vila Fabril em Anápolis é um delese e o CT do Renascer também.[carece de fontes?]
Ultimamente a Xata tem treinado em um campo na cidade de Campo Limpo de Goiás, isso para fugir da agitação da cidade, e da pressão da torcida rubra. Os treinos físicos são realizados em uma academia moderna situada no bairro Jundiaí, cidade de Anápolis.[carece de fontes?]

## Passado do clube
A melhor fase da história Anapolina foi no período de 1970 a 2004, no qual podem ser formadas três "seleções" dos jogadores que atuaram nesta época:
- Seleção de Ouro: Dilon, Vinicius, Sidnei, Ribas e Nilton; Paulo Sérgio, Mateus e Nei; Jorge Cruz, Sávio e Rodrigues.[18]
- Seleção de Prata: Deo, Assis, Wilson Santos, Paulo Nelli e Eulálio; Roberto Chaves, Barão e Esquerdinha; Sinomar, Zé Carlos Paulista e Raimundinho.[carece de fontes?]
- Seleção de Bronze: Cantarelli, Wilson Soares, Gideone, Deirote e Robô; Mário, Armando, Paghetti e Zé Carlos; Osmário e João Paulo.[carece de fontes?]

## Títulos
| CONQUISTAS ESTADUAIS  | CONQUISTAS ESTADUAIS             | CONQUISTAS ESTADUAIS | CONQUISTAS ESTADUAIS               |
|                       | Competição                       | Títulos              | Temporadas                         |
| --------------------- | -------------------------------- | -------------------- | ---------------------------------- |
|                       | Copa Goiás                       | 1                    | 1995                               |
|                       | Campeonato Goiano do Interior    | 1                    | 2011                               |
|                       | Campeonato Goiano - 2ª Divisão   | 2                    | 2013 e 2025                        |
| CONQUISTAS MUNICIPAIS |                                  |                      |                                    |
|                       | Competição                       | Títulos              | Temporadas                         |
|                       | Citadino de Anápolis             | 6                    | 1949, 1950, 1951, 1952, 1956, 1960 |
|                       | Taça Cidade de Anápolis          | 2                    | 1980 e 1984                        |
|                       | Torneio Antônio Aleixo Junqueira | 1                    | 1975                               |

## Estatísticas

### Participações
|  | Participações em 2026 |

|        | Competição            | Temporadas | Melhor campanha       | Estreia | Última | P | R |
| Goiás  | Campeonato Goiano     | 57         | Vice-campeã (3 vezes) | 1948    | 2026   |   | 3 |
| Goiás  | 2ª Divisão            | 7          | Campeã (2013 e 2025)  | 2013    | 2025   | 3 | – |
| Brasil | Campeonato Brasileiro | 4          | 10º colocado (1982)   | 1978    | 1984   |   | – |
| Brasil | Série B               | 13         | Vice-campeã (1981)    | 1980    | 2005   | 1 | 1 |
| Brasil | Série C               | 3          | 3ª colocada (1998)    | 1998    | 2006   | 1 | – |
| Brasil | Série D               | 4          | 7ª colocada (2011)    | 2009    | 2019   | – |   |
| Brasil | Copa do Brasil        | 4          | 1ª fase (4 vezes)     | 2001    | 2015   |   |   |

## Recordes
- Maior série invicta: 14 jogos (dez vitórias e quatro empates), entre 20 de abril e 14 de junho de 2000. Os resultados foram os seguintes:[carece de fontes?]

3 x 1 Vila Nova
 
2 x 1 Itumbiara
 
1 x 0 União Inhumas
 
2 x 0 Goiás
 
3 x 1 Minaçu
 
2 x 1 Aparecida
 
1 x 1 Anápolis
 
4 x 3 Rioverdense
 
4 x 0 Goianésia
 
5 
x 1 Goiânia
 
5 x 0 Goiatuba
 
3 x 3 Goiânia
 
3 x 2 Goiânia

2 x 2 Goiás
- Maior série de vitórias consecutivas: 9 vitórias, entre 29 de abril e 31 de maio de 1981. Os resultados foram os seguintes: [carece de fontes?]

1 x 0 Goiânia
 
1 x 0 Atlético
 
2 x 0 Itumbiara

2 x 1 Monte Cristo

2 x 1 Goiás

2 x 1 Goiatuba

2 x 0 CRAC

1 x 0 Rio Verde

2 x 1 Anápolis
- Maiores goleadas aplicadas:

8 x 0 Alvorada (16 de agosto de 1998)

7 x 0 Rioverdense (27 de junho de 2000)
 
7 x 1 Goiânia (19 de outubro de 1967)
 
6 x 0 Anápolis (15 de fevereiro de 2004)

6 x 0 Goiânia (14 de outubro de 1981)

6 x 0 Inhumas (1 de junho de 1975)

6 x 0 Jataiense (29 de abril de 1979)

6 x 1 Rio Verde (26 de julho de 1987)

6 x 1 Tocantinópolis-TO (17 de Outubro de 2011)
 
5 x 0 Alvorada (27 de setembro de 1998)

5 x 0 Goiatuba (3 de junho de 2000)

5 x 0 Itabaiana-SE (6 de dezembro de 1998)

5 x 0 Limoeiro-CE (1 de novembro de 1998)

5 x 0 Real Clube (28 de abril de 2002)

5 x 0 Luziânia (6 de agosto de 2006)

5 x 1 Jataiense (14 de agosto de 1994)
 
5 x 1 Monte Cristo (13 de abril de 1982)
 
5 x 1 Operário (1 de junho de 1947)
 
5 x 1 Sampaio Corrêa-MA (24 de setembro de 2002)
 
5 x 1 ABG (20 de junho de 1948)

5 x 2 Goiás (20 de janeiro de 2010)
 
4 x 0 Ceres (26 de março de 1986)

4 x 0 Confiança-SE (3 de novembro de 1979)

4 x 0 CRAC (1 de maio de 2002)

4 x 0 Desportiva-ES (2 de setembro de 2000)

4 x 0 Goianésia (28 de maio de 2000)

4 x 0 Goianésia (11 de março de 2001)

4 x 0 Goiânia (23 de junho de 1985)

4 x 0 Goiânia (20 de setembro de 1998)

4 x 0 Grêmio-RS (19 de junho de 2005)

4 x 0 Itapuranga (16 de setembro de 1992)

4 x 0 Itumbiara (4 de outubro de 1981)

4 x 0 Monte Cristo (23 de junho de 1985)

4 x 0 Quirinópolis (16 de setembro de 1992)

4 x 0 Real Clube (28 de janeiro de 2004)

4 x 0 Trindade (27 de março de 2011)
- Maiores públicos no Estádio Jonas Duarte:

1. Anapolina 0–0 Corinthians, 19.640, 26 de Março de 1978.
2. Anapolina 3–1 São Paulo, 17.015, 28 de Março de 1982.[17]
3. Anapolina 3–1 Fluminense, 15.924, 7 de Março de 1982.[31]
4. Anapolina 3–2 Fluminense, 15.270, 3 de Outubro de 1999.[32]
5. Anapolina 1–0 Cruzeiro, 13.660, 10 de Março de 1982.[carece de fontes?]
6. Anapolina 2–2 Vila Nova, 10.254, 10 de Abril de 2011.[carece de fontes?]
7. Anapolina 1–0 Goiás, 9.510, 2 de Fevereiro de 2011.[carece de fontes?]